# Cathleen Nesbitt
Cathleen Nesbitt (Birkenhead, 24 novembre 1888 – Londra, 2 agosto 1982) è stata un'attrice britannica.

## Biografia
Compiuti gli studi in Francia, debuttò in teatro nel 1910 in madrepatria. L'anno dopo, apparve anche sui palcoscenici di Broadway. Lavorò nel cinema, esordendo nel 1919 con A Star Over Night dove interpretò un ruolo secondario.
Vincitrice di un Emmy Award, le fu concessa l'onorificenza di Commendatore dell'Impero Britannico.
Dal 1920 era sposata con l'attore Cecil Ramage da cui ha avuto due figli.

## Filmografia parziale

### Cinema

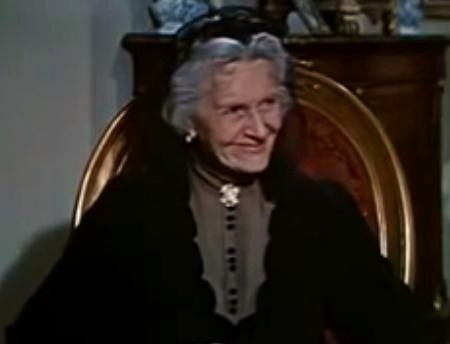
Cathleen Nesbitt in Un amore splendido (1957)

- Falling in Love, regia di Monty Banks (1935)
- L'amato vagabondo (The Beloved Vagabond), regia di Curtis Bernhardt (1936)
- Pigmalione (Pygmalion), regia di Anthony Asquith e Leslie Howard (1938)
- La lampada arde (The Lamp Still Burns), regia di Maurice Elvey (1943)
- Il mio amore vivrà (Fanny by Gaslight), regia di Anthony Asquith (1945)
- Cesare e Cleopatra (Caesar and Cleopatra), regia di Gabriel Pascal (1945)
- Uomini di due mondi (Men of Two Worlds), regia di Thorold Dickinson (1946)
- I misteri di Londra (The Life and Adventures of Nicholas Nickleby), regia di Alberto Cavalcanti (1947)
- Jassy la zingara (Jassy), regia di Bernard Knowles (1947)
- Rivederti ancora (Madness of the Heart), regia di Charles Bennett (1949)
- Tragica incertezza (So Long at the Fair), regia di Anthony Darnborough e Terence Fisher (1950)
- Tre soldi nella fontana (Three Coins in the Fountain), regia di Jean Negulesco (1954)
- L'amante sconosciuto (Black Widow), regia di Nunnally Johnson (1954)
- Désirée, regia di Henry Koster (1954)
- Un amore splendido (An Affair to Remember), regia di Leo McCarey (1957)
- Tavole separate (Separate Tables), regia di Delbert Mann (1958)
- Il cowboy con il velo da sposa (The Parent Trap), regia di David Swift (1961)
- Spogliarello per una vedova (Promise Her Anything), regia di Arthur Hiller (1966)
- La grande sfida a Scotland Yard (The Trygon Factor), regia di Cyril Frankel (1966)
- Quei due (Staircase), regia di Stanley Donen (1969)
- Il mascalzone (Villain), regia di Michael Tuchner (1971)
- Il braccio violento della legge Nº 2 (French Connection II), regia di John Frankenheimer (1975)
- Complotto di famiglia (Family Plot), regia di Alfred Hitchcock (1976)
- Demonio dalla faccia d'angelo (Full Circle), regia di Richard Loncraine (1977)
- Giulia (Julia), regia di Fred Zinnemann (1977)

### Televisione
- The Alcoa Hour – serie TV, 3 episodi (1955-1956)
- The DuPont Show of the Month – serie TV, episodio 1x09 (1958)
- Play of the Week – serie TV, 4 episodi (1959-1961)
- The New Breed – serie TV, episodio 1x09 (1961)
- Avventure in paradiso (Adventures in Paradise) – serie TV, episodi 2x31-3x12 (1961)
- The Nurses – serie TV, episodio 1x18 (1963)

## Doppiatrici italiane
- Giovanna Scotto in Un amore splendido, Tavole separate, Il cowboy con il velo da sposa
- Franca Dominici in Tragica incertezza
- Tina Lattanzi in Tre soldi nella fontana
- Maria Saccenti in L'amante sconosciuto
- Isa Bellini in Complotto di famiglia
- Wanda Tettoni in Giulia

## Spettacoli teatrali
- My Fair Lady (1956)